# De Fryske Marren
De Fryske Marren (nom frison ; en néerlandais : De Friese Meren) est une commune néerlandaise située dans la province de Frise. Son chef-lieu est la ville de Joure.

## Géographie

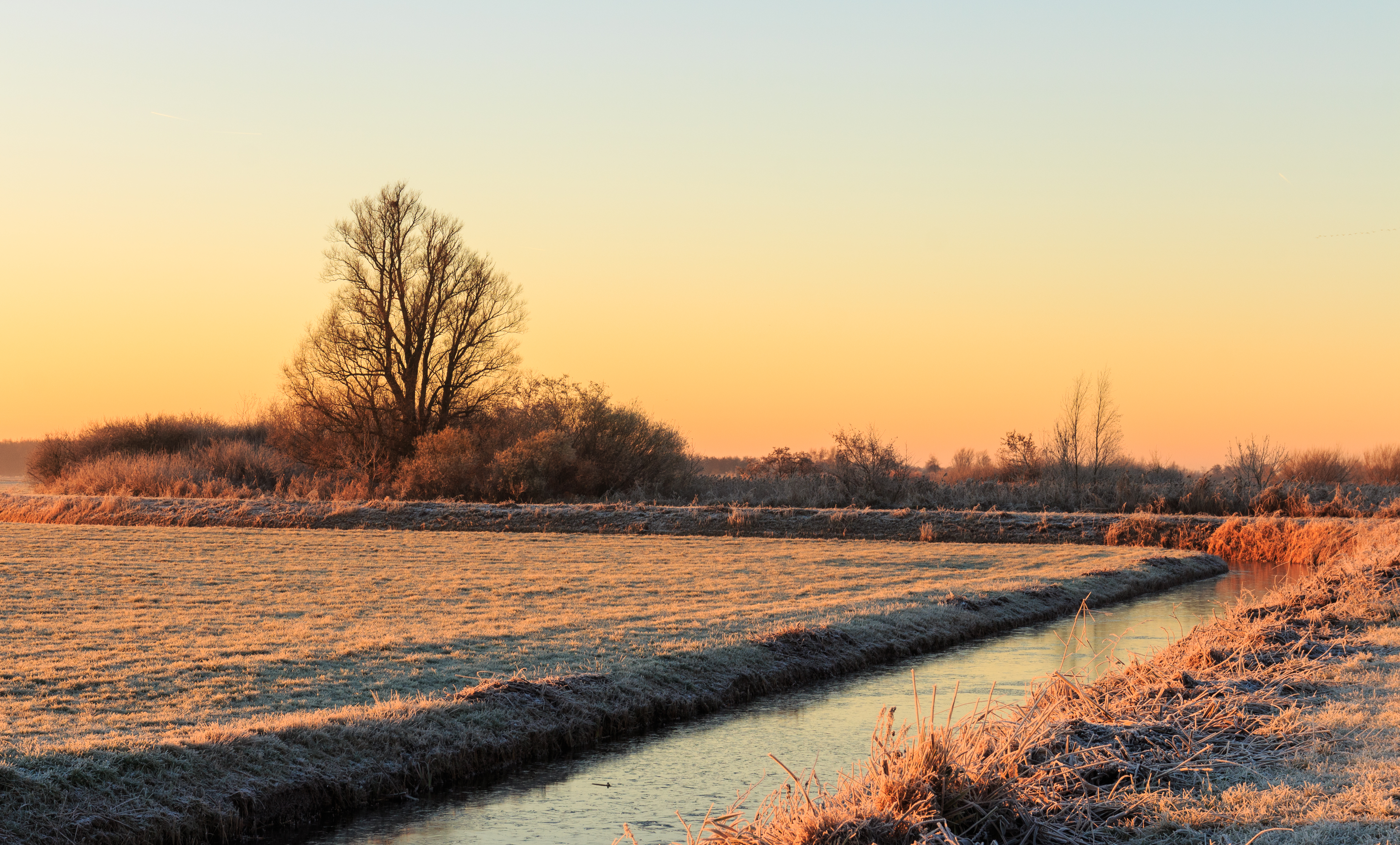
Paysage hivernal (décembre 2016) dans la commune.

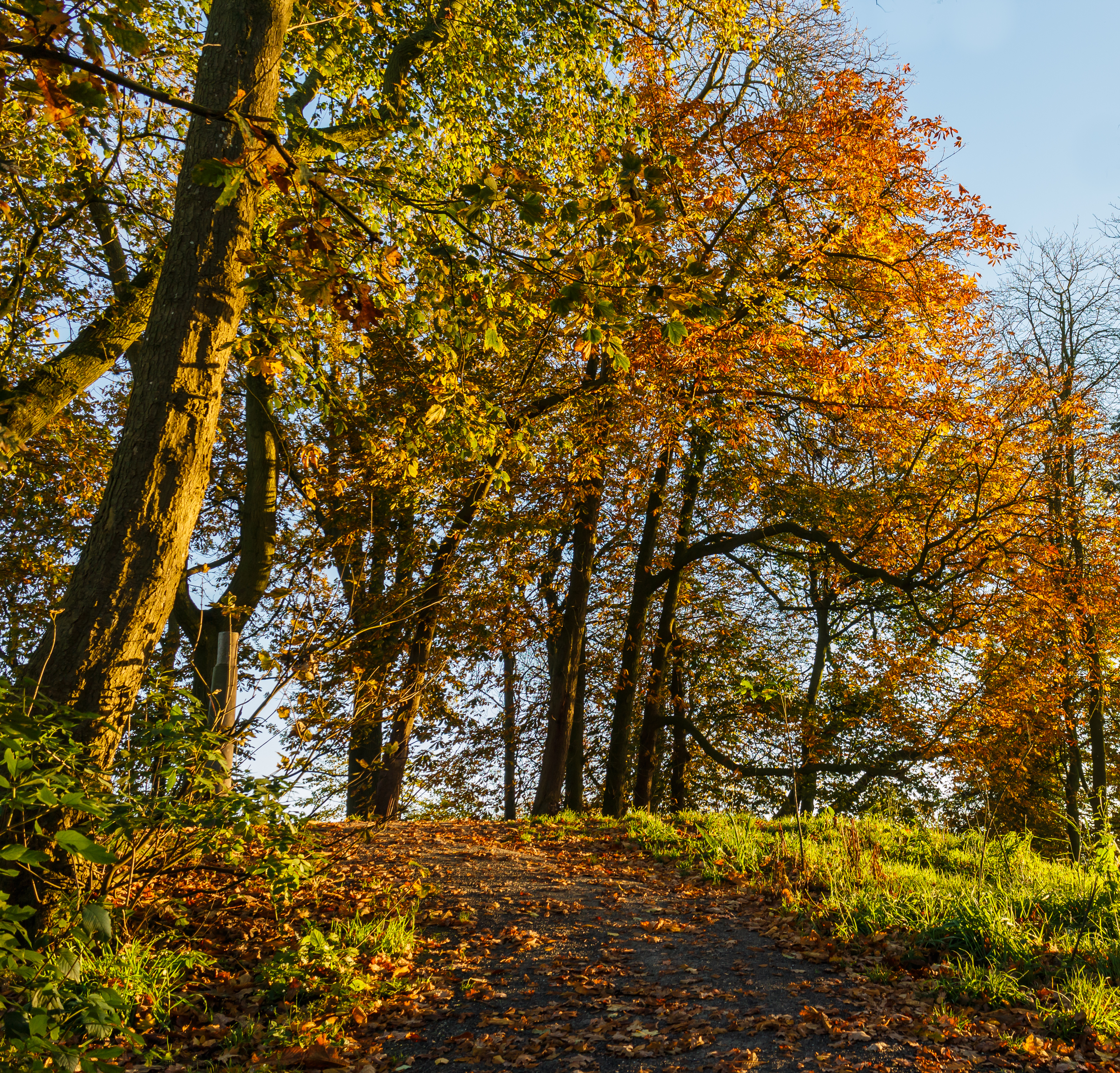
Arbres en automne.

Sur une surface de 559 km2, De Fryske Marren se situe au sud-ouest de la province de Frise. Elle est bordée au sud par l'IJsselmeer et limitrophe des communes de Súdwest-Fryslân au nord-ouest, Leeuwarden au nord, Heerenveen au nord-est et Weststellingwerf au sud-est, toutes situées en Frise, ainsi qu'au sud par les communes de Noordoostpolder, dans la province de Flevoland, et de Steenwijkerland, dans celle d'Overijssel.

### Voies de communication et transports
La commune est principalement traversée par deux autoroutes, l'A6 et l'A7 qui se rejoignent près de Joure.

## Toponymie
Créée en 2014 sous le nom néerlandais de De Friese Meren, la commune a pour nom officiel depuis le 1er juillet 2015 De Fryske Marren en frison, conformément à une décision du conseil municipal du 23 avril 2014. Le nom signifie « les lacs de Frise » en raison des nombreux lacs présents sur son territoire.

## Villes et villages

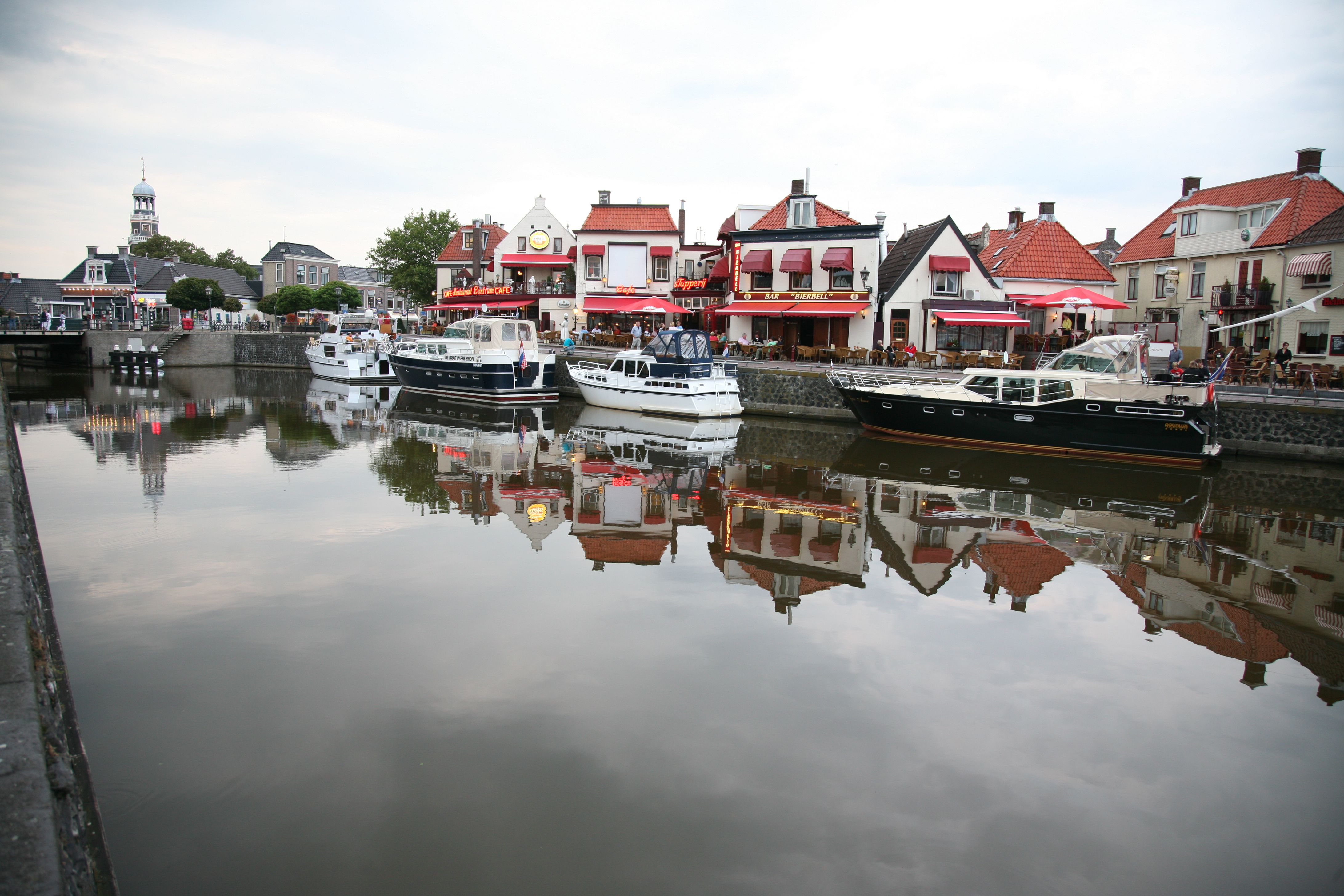
Centre-ville du village de Lemmer.

| - Akmarijp - Bakhuizen - Balk - Bantega - Boornzwaag - Broek - Delfstrahuizen - Dijken - Doniaga - Echten - Echtenerbrug - Eesterga - Elahuizen - Follega - Goingarijp - Harich - Haskerhorne | - Idskenhuizen - Joure - Kolderwolde - Langweer - Legemeer - Lemmer - Mirns - Nijehaske - Nijemirdum - Oldeouwer - Oosterzee - Oudega - Oudehaske - Oudemirdum - Ouwster-Nijega - Ouwsterhaule - Rijs | - Rohel - Rotstergaast - Rotsterhaule - Rottum - Ruigahuizen - Scharsterbrug - Sint Nicolaasga - Sintjohannesga - Sloten - Snikzwaag - Sondel - Terherne - Terkaple - Teroele - Tjerkgaast - Vegelinsoord - Wijckel |

## Histoire

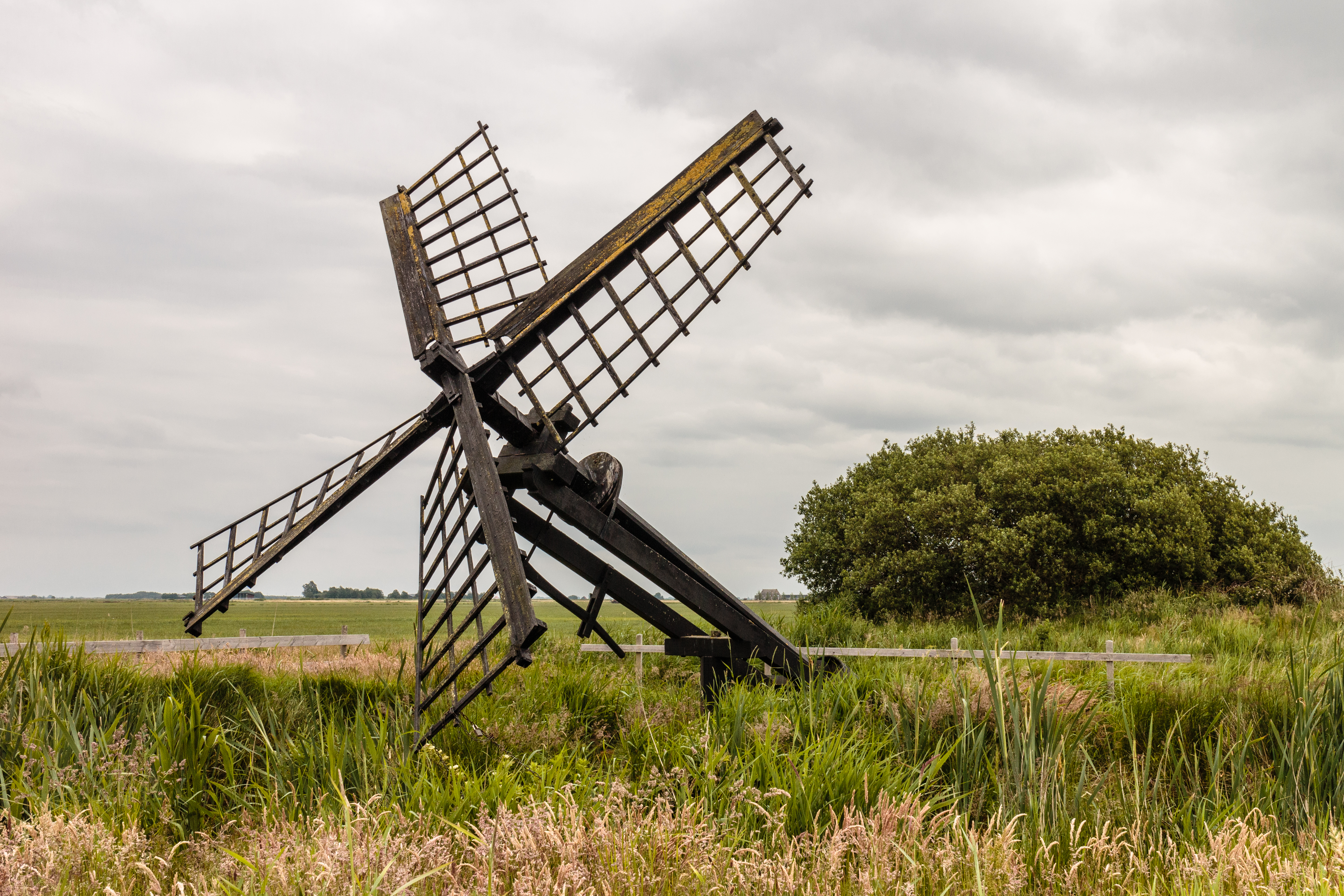
Le Tjasker Zandpoel, monument aux moulins de polder à Fryske Marren. Juin 2020.

La commune est créée le 1er janvier 2014 par la fusion des communes de Gaasterlân-Sleat, Lemsterland et Skarsterlân et du village de Terherne issu de la commune de Boarnsterhim.

## Politique et administration
La commune est administrée par un bourgmestre nommé et tente-et-un conseillers élus.
| Période           | Période           | Identité      | Étiquette | Qualité |
| ----------------- | ----------------- | ------------- | --------- | ------- |
| 1er janvier 2014  | 1er décembre 2015 | Arie Aalberts | CDA       |         |
| 1er décembre 2015 | en cours          | Fred Veenstra | CDA       |         |

## Population et société

### Démographie
Au 1er janvier 2018, la population s'élevait à 51 742 habitants.